# محمد هداية الله
كان محمد هداية الله (بالهندية: मुहम्मद हिदायतुल्लाह)‏ (17 ديسمبر 1905 – 18 سبتمبر 1992) كبير قضاة الهند التاسع عشر، وشغل منصبه هذا بين 25 فبراير 1968 وحتى 16 ديسمبر 1970، كما شغل منصب النائب السادس لرئيس الهند بين 31 أغسطس 1979 و 30 أغسطس 1984. شغل هداية الله أيضًا منصب رئيس الهند بالنيابة في الفترة الممتدة بين 20 يوليو 1969 و 24 أغسطس 1969، ومرة أخرى بين 6 أكتوبر 1982 و 31 أكتوبر 1982. يُعد هداية الله فقيها وعالمًا وتربويًا وكاتبًا ولغويًا بارزًا.

## أولى سنوات حياته وتعليمه
ولد هداية الله عام 1905 لخان باهادور حافظ محمد ولاية الله، في عائلة مرموقة. كان جده مونشي قدرة الله محاميًا في مدينة فاراناسي الواقعة على ضفاف نهر الجامج في ولاية أوتار براديش الهندية. أما والده فكان شاعرًا شهيرًا على مستوى الهند، وكتب قصائده باللغة الأدرية، الأمر الذي تسبب بخلق ميول للغة والآداب عند هداية الله. حصل ولاية الله على الميدالية الذهبية في جامعة عليكرة الإسلامية متفوقًا على الرياضياتي الشهير، ضياء الدين أحمد، المفضل عند السير سيد أحمد خان. التحق محمد هداية الله حتى عام 1982 بالخدمة المدنية الهندية بصفته عضو في الجمعية التشريعية المركزية. كان الأخوان الأكبر لهداية الله، محمد إكرام الله (موظف في الخدمات المدنية الهندية، وشغل فيما بعد منصب وزير خارجية باكستان)، وأحمد الله (موظف في الخدمات المدنية الهندية، وشغل منصب رئيس مجلس التعريفات الجمركية في الهند) باحثين ورياضيين. برع محمد هداية الله في كتابة الشعر بلغة الأوردو.
بعد انتهاء تعليمه المدرسي في مدرسة ثانوية حكومية في مدينة رايبو عاصمة ولاية تشاتيسغار بالهند في عام 1922، التحق هداية الله بكلية موريس بمدينة ناغبور بولاية ماهاراشترا الهندية حيث رُشح للقب باحث فيليب في عام 1926. حصل عند تخرجه في عام 1926 على جائزة ملاك الذهبية. أسوة بالهنود الذين درسوا القانون البريطاني في الخارج، التحق هداية الله بكلية ترينيتي في جامعة كامبريدج من عام 1927 حتى عام 1930، وحصل على درجتي البكالوريوس والماجستير منها. كما حصل هداية الله على وسام الاستحقاق الثاني وعلى ميدالية ذهبية لإنجازاته في عام 1930. استدعته جمعية لنكولن الشرفية لنقابة المحامين عندما كان في الخامسة والعشرين من عمره. حصل على شهادة الدكتوراه في القانون (بمرتبة شرف) من جامعة الفلبين وعلى شهادة الدكتوراه في الآداب بمرتبة شرف من جامعتي بوبال (التي تعرف اليوم بجامعة بركة الله) وكاكاتيا. خلال فترة تواجده في جامعة كامبريدج، انتخب هداية الله لشغل منصب رئيس المجلس الهندي في الجامعة في عام 1929، وتابع دراسة اللغة الإنجليزية والقانون في جمعية لينكولين الشهيرة. حصل على منصب محامي مرافعات في عام 1930.

## حياته المهنية
بعد تخرجه، عاد هداية الله إلى الهند وسجل في المحكمة العليا المركزية للمقاطعات الوسطى وبيرار في مدينة ناغبور، بصفته محامٍ، في 19 يوليو من عام 1930. درَّس هداية الله الفقه والقانون المحمدي في كلية الحقوق في ناغبور، وكان أيضًا محاضرًا ملحقًا بالأدب الإنجليزي. في 12 ديسمبر من عام 1942، عُين هداية الله محامي دولة في المحكمة العليا في ناغبور. أصبح هداية الله، في 2 أغسطس من عام 1943، المحامي العام للمقاطعات والوسطى وبيرار (المنطقة التي تعرف اليوم باسم ولاية مدهيا برديش)، واستمر بشغل هذا المنصب حتى عُين قاضيًا إضافيًا في المحكمة العليا في عام 1946. وتميز هداية الله بكونة أصغر محام عام لولاية هندية (مقاطعة مدهيا برديش).